# 新名徹郎
新名 徹郎（にいな てつろう、1982年5月22日 - ）は、日本の舞台芸人、タレント、YouTuber。大阪府吹田市出身。
吉本総合芸能学院第25期生。2002年に卒業後、2003年から2008年にかけてお笑いコンビ「ダ・ヴィンチ」として活動。コンビ解散後は吉本新喜劇の舞台芸人として活動している。

## 人物
小学校の頃からお笑い番組を見ていたものの、自分でやろうとは思わなかったという。高校2年生の時に同級生に誘われ、PROPUSを結成。学園祭に出るため漫才を勉強し、観衆の前で披露したところ予想以上に受けたため、漫才に魅力を見出す。しかし、それ以降勉学を怠ったために大学受験に失敗。専門学校に入学するも、思い直して親を説得した上で吉本総合芸能学院に入学する。
安井まさじなど、いろいろな相方とコンビを組むが、最終的に釜口育と結成したダ・ヴィンチで長らく活動する。しかし、釜口と今後のネタに対する意見が合わなかったことや、結成5年以内である関西でのお笑い新人賞への出場権を失うことから、結成6年目に解散。
コンビ解散後、相方を探していたが、なかなか思うようにいかなかった中、テレビで見た吉本新喜劇の金の卵オーディションに応募し合格。新喜劇に入った当初は、芝居ができず、「新喜劇オンチ」と言われた。その後、周囲からのアドバイスを受けながら舞台俳優として研鑽を積み、2016年より始まった、若手芸人が持ち回りで座長となる「吉本新喜劇2026」にて第2回の座長を務めるなど、周囲から認められるようになった。
コンビを組んでいた時はツッコミを担当していた。新喜劇では辻本茂雄座長回に多く登場し、辻本演じる茂造じいさんのツッコミ役や、七三分けの社長秘書を演じる。
次期座長候補である
血液型はA型｡ 身長171cm、体重58kg。趣味は読書、音楽鑑賞、サッカー、長距離走。
NON STYLE石田の軍団「石田介護施設」の一員。
2019年10月に自身のYouTubeチャンネルを開設。新喜劇座員に関する企画動画を中心にアップしている。